# كريس يونغ
كريس يونغ (بالإنجليزية: Chris Young)‏ هو منتج أفلام ومخرج وممثل أمريكي، ولد في 28 أبريل 1971 في الولايات المتحدة.

## أعمال

### مسلسلات
- خطوة بخطوة

## وصلات خارجية
- كريس يونغ على موقع IMDb (الإنجليزية)
- كريس يونغ على موقع ألو سيني (الفرنسية)
- كريس يونغ على موقع أول موفي (الإنجليزية)
- كريس يونغ على موقع قاعدة بيانات الأفلام السويدية (السويدية)
- كريس يونغ على موقع إن إن دي بي (الإنجليزية)
- كريس يونغ على موقع قاعدة بيانات الفيلم (الإنجليزية)
- كريس يونغ على موقع كينوبويسك (الروسية)